# هانس باور
هانس باور (بالألمانية: Hans Baur) (و. 1897 – 1993 م) هو طيار، وعسكري ألماني، ولد في أمبفينغ، كان عضوًا في الحزب النازي، وكان عضوًا في شوتزشتافل، توفي في ميونخ، عن عمر يناهز 96 عاماً.

## الخدمة العسكرية
خدم في لوفتفافه.

## جوائز
حصل على جوائز منها:
- صليب حديدي
- شارة الحزب الذهبية
- وسام الوردة البيضاء لفلندا
- Knight of the Order of the Crown of Italy‎ ‏.